# 이운재
이운재(李雲在, 1973년 4월 26일~)는 골키퍼로 활약한 대한민국의 은퇴한 축구 선수이자 축구 지도자로 현재 베트남 축구 국가대표팀 골키퍼 코치를 맡고 있으며 별명은 거미손이며 영원한 라이벌 김병지와 함께 대한민국의 전설적인 명골키퍼로 평가 받고 있다.

## 약력
2002년에 아시아 골키퍼 최초로 IFFHS(국제축구역사통계재단)에서 선정하는 세계 골키퍼 순위 13위를 차지(FIFA 공식단체가 아니며 기준을 밝히는 통계에도 숱한 오류가 있고 공신력에 문제가 있음) 하였으며 이는 세계 축구 역사상 아시아 골키퍼로는 가장 높은 순위로 기록되고 있다. 더불어 2013년도 IFFHS에서 선정한 21세기 최고의 골키퍼 순위에서도 43위에 이름을 올렸다.
2008 K-리그 대상에서는 골키퍼로는 최초로 MVP 대상을 수상하여 대한민국 최고의 수문장이라는 말을 입증하였으며, 센추리 클럽 역시 한국 골키퍼 최초로 입성하였다.
월드컵에는 통산 4회 출전했다.(1994,2002,2006,2010년) 특히 2002년 월드컵에서는 독일의 올리버 칸과 야신상을 놓고 경쟁했으며 2006년 월드컵에서는 대표팀 주장으로 우리나라 월드컵 원정 첫승을 달성하였으나 16강 진출에는 실패했다. 2002년부터 2010년 초까지 장장 8년간 대표팀 부동의 주전 골키퍼로 활약하였고(2007년 아시안컵 기간 도중 인도네시아 현지 룸살롱에서 술판을 벌여 국가대표 1년 자격정지를 당함) 2010년에는 월드컵 직전 경기까지 정성룡과 주전 경쟁을 펼쳤으나 예전 기량을 회복하지 못하고 후보 선수로 벤치를 지킨다. 허정무 감독은 정성룡을 주전으로 기용한다. 그 해 남아공 월드컵을 마지막으로 그해 8월 나이지리와의 친선경기에서 대표팀을 은퇴하였다. 은퇴 이후 첫 지도자 생활로 대한민국 U-23 축구 국가대표팀의 골키퍼 코치를 맡아 2016 리우 올림픽 대표팀을 지도 했으며 울리 슈틸리케 감독의 요청으로 대한민국 축구 국가대표팀 골키퍼 코치로 내정되어 2016 올림픽 이후 A대표팀에 GK 코치로 합류하는 것으로 계획 되어있었으나 슈틸리케 감독의 코치진 구성에 현재 체재를 유지한다는 방침으로 내정만 되고 국가대표팀에 합류하지는 못하게 되었다.
충청북도 청주시 출생으로 청남초등학교, 대성중학교, 청주상업고등학교, 경희대학교를 졸업하였다. 웬만한 공은 그의 손에 걸린다고 하여 ‘거미손’이라는 별명으로 불렸다.

## 클럽 경력
경희대학교를 졸업하고 1996년 수원 삼성 블루윙즈의 창단 멤버로 입단하여, 2000년과 2001년 군복무로 상무에서 뛴 것을 제외하고, 2011년 1월 초까지 몸담았다. 팀의 통산 K리그 4회 우승 (1998년, 1999년, 2004년, 2008년)과 2002년 아시안 클럽 챔피언십 우승에 큰 공헌을 하였다. 특히, 2008년에는 골키퍼 사상 최초로 K리그 MVP를 차지하였다.
2008년 11월 1일 전남 드래곤즈와의 K리그 25라운드 경기에서 프로 통산 300경기 출장 기록을 세웠다. 경기를 3:0으로 이끌면서 해당 시점까지 총 300실점으로 평균 실점 1.0점이라는 기록도 같이 달성했다.
하지만 2008년 9월 27일 열린 삼성하우젠 K리그 20라운드 경기에서 전북 현대 모터스에게 2 – 5로 패해 한 경기 최다 실점 기록을 세우기도 하였다.
2008년 1월 이운재는 수원 삼성 블루윙즈와 3년 재계약에 합의했다.
2010년 K리그 시즌이 끝나고 이운재는 선수 생활을 더 이어 가고 싶었으나, 수원에서는 은퇴 후 골키퍼 코치직을 제안하였다. 이로 인해 서로 이견을 보이다가 결국 2011년 1월 5일 자신을 원한 전남 드래곤즈로 이적하였다.
2012년 시즌 종료 후 현역 은퇴를 선언하였다.

## 국가대표팀 경력
1992년 경희대학교 1학년 때 바르셀로나 올림픽 국가대표팀 상비군으로 뽑혀서 국제 무대에 데뷔했고, 1994년 6월 11일에 열린 온두라스와의 친선 경기로 A매치 데뷔전을 치렀다. 처음으로 월드컵 경기에 출전한 것은 미국 월드컵 조별 예선 마지막 경기였던 독일전이었다. 당시 독일을 맞아 전반전에만 골키퍼 최인영이 리들레와 클린스만에게 3실점하자, 김호 감독은 후반전을 앞두고 최인영을 이운재로 과감하게 교체했다. 강팀 독일을 상대로 월드컵 데뷔전을 치르게 된 이운재는 후반전을 무실점으로 막았으며, 당시 대한민국 축구 국가대표팀은 후반전에 황선홍과 홍명보가 각각 득점하여 맹공을 퍼부었으나 아쉽게 2:3으로 패했지만, 월드컵 데뷔전에서 이운재는 차기 국가대표 골키퍼의 잠재력을 보이며 강한 인상을 남겼다.
그러나 경희대학교를 졸업하고 수원 삼성 블루윙즈의 창단 멤버로 입단한 첫 해인 1996년에 간염을 앓게 되면서 한동안 국가대표팀에 선발되지 못했다. 이 여파로 리그에 많이 출전하지 못하게 되면서 애틀랜타 올림픽에도 나서지 못했고, 프랑스 월드컵 역시 김병지와 서동명에게 밀려 엔트리에서 탈락했다.
프랑스 월드컵 이후 국가대표팀에 복귀한 그는 2000년 상무에 입대했으며, 상무 복무 중이던 2001년부터 어이없는 드리블 사건으로 거스 히딩크 감독의 눈밖에 난 김병지를 밀어내고 국가대표팀 주전 골키퍼로 자리잡았다.
군 복무를 마치고 돌아온 후 2번째로 참가한 월드컵인 2002년 FIFA 월드컵에서는 대한민국 대표팀의 주전 골키퍼로 활약하였으며, 특히 8강전 스페인과의 경기 승부차기에서 호아킨 산체스의 슛을 막아 내어 4강 진출에 결정적인 공헌을 했다.
2002년 아시안 게임에 이영표, 김영철과 함께 와일드 카드로 선발되었다.
2006 월드컵 스위스전에서 A매치 100경기 출장 기록을 달성해 대한민국에서 골키퍼로는 최초이자, 대한민국 선수 통산 6번째로 센추리 클럽에 가입했다.
2007년 AFC 아시안컵에서는 8강 이란과의 경기 승부차기에서 2번의 선방을 기록하였고, 일본과의 3,4위전에서도 승부차기 선방을 하여 팀의 3위 등극에 앞장서면서 다시 한 번 승부차기에 강한 골키퍼라는 인식을 심어 주었다. 하지만 아시안컵 시즌 중 이동국, 김상식, 우성용 등과 함께 음주 파동에 연루되어, 1년 간 국가대표 자격정지 및 대한축구협회 주관 대회 3년간 출전 정지와 사회봉사 80시간의 중징계를 받았다.
2008년에 징계 기간이 만료되자 국가대표팀에 복귀한 이운재는 안정된 경기력과 선방으로 다시금 그의 가치를 증명해 보였다. 박지성이 없을 때에는 대표팀의 임시 주장을 맡기도 했다.
2008년 11월 20일 사우디아라비아와의 남아공 월드컵 지역 예선 경기 도중 이운재는 현지 팬들이 쏜 레이저 포인터에 공격당하기도 했다.
2010년 월드컵 대회에도 국가 대표팀에 발탁되었으나, 정성룡에게 주전 자리를 내주고 벤치를 지켰다.
2010년 8월 11일 나이지리아전을 끝으로 태극마크를 반납했다.
그의 국가대표 골키퍼 출장 기록은 사우디아라비아의 모하메드 알데아예아와 스웨덴의 토마스 라벨리에 이어 3위에 올라 있다.

## 지도자 경력
현역 은퇴 후, 2013년에 FC 바르셀로나로 지도자 연수를 떠났다. 연수를 마치고 U-23 국가대표팀 코치로 선임됐다.
2016년 3월 8일에는 지난해 12월 사퇴한 김봉수 GK코치의 후임으로 공석이 된 국가대표 GK 코치에 선임을 확정했지만, 리우 올림픽 종료 이후에 국가대표 GK코치에 합류할 예정이라 차상광 협회 전임지도자가 한시적으로 대표팀 GK 코치를 맡기로 했으나,  올림픽 이전에 돌연 축구협회 기술위원회로부터 A대표팀 합류가 힘들게 됐다는 통보를 받아 합류가 불발되었다.
2017년 1월 2일에 수원의 GK 코치로 부임하였고, 지도자 신분으로 6년 만에 본인의 친정팀에 돌아왔다.
2018년 11월 22일에 2002  한ㆍ일 월드컵 4강 신화의 주인공이었던 거스 히딩크가 이끄는 중국 U-23 축구대표팀 GK 코치로 부임하였다.
그 후, 2021 시즌을 앞두고 전북 현대의 GK 코치로 부임하였다.

## 플레이 스타일
동 포지션의 김병지 선수와는 달리 수비적이다. 특히 페널티킥 선방에 일가견이 있어 2002 한일 월드컵에서는 스페인의 키커 호아킨 산체스의 슛을 막아내 한국의 4강 진출에 공헌했으며, K리그에 승부차기제가 시행되던 시절에는 승부차기 방어율 1위였다. 공을 끝까지 보고 막을 수 있는 거리에 도달하면 선방하기 때문에 변칙적인 슈팅은 잘 막아내는 반면 골키퍼 치고 단신이어서 매우 빠른 측면 슈팅을 막아내지 못하는 단점이 있다. 세르히오 로메로와는 막는 방식이 정반대인 골키퍼이다.

## 경력 목록
- 1992년 하계 올림픽 축구 국가대표
- 1994년 FIFA 월드컵 국가대표
- 2000년 CONCACAF 골드컵 국가대표
- 2000년 AFC 아시안컵 국가대표
- 2001년 FIFA 컨페더레이션스컵 국가대표
- 2002년 CONCACAF 골드컵 국가대표
- 2002년 FIFA 월드컵 국가대표
- 2002년 아시안 게임 축구 국가대표 (와일드카드)
- 2003년 동아시아 축구 선수권 대회 국가대표
- 2004년 AFC 아시안컵 국가대표
- 2005년 동아시아 축구 선수권 대회 국가대표
- 2006년 FIFA 월드컵 국가대표
- 2007년 AFC 아시안컵 국가대표
- 2010년 동아시아 축구 선수권 대회 국가대표
- 2010년 FIFA 월드컵 국가대표

## 방송 출연
- 2015년 : KBS2 《청춘FC 헝그리 일레븐》 (2015년)
- 2018년 : tvN 《둥지탈출 시즌 3》 (2018년)
- 2019년 : JTBC 《한끼줍쇼》 (2019년)
- 2022년 : tvN 《군대스리가》 (2022년)

## 수상 내역
수원 삼성 블루윙즈
- K리그 : 우승 (1998, 1999, 2004, 2008), 준우승 (1996, 2006)
- FA컵 : 우승 (2002, 2009, 2010), 준우승 (1996, 2006)
- 대한화재컵/아디다스컵 : 우승 (1999)
- 삼성 하우젠컵 : 우승 (2005, 2008)
- 슈퍼컵 : 우승 (1999, 2005)
- 아시안 클럽 챔피언십 : 우승 (2001-02)
- 아시안 슈퍼컵 : 우승 (2002)
- A3 챔피언스컵 : 우승 (2005)
- 팬퍼시픽 챔피언십 : 우승 (2009)

대한민국
- 아시안 게임 축구 : 동메달 (2002)
- 동아시아 축구 선수권 대회 : 우승 (2003), 준우승 (2010)
- AFC 아시안컵 : 3위 (2000, 2007)
- CONCACAF 골드컵 : 4위 (2002)
- FIFA 월드컵 : 4위 (2002)

개인
- 1999년 K리그 베스트 11
- 2002년 FIFA 월드컵 맨 오브 더 매치 : vs. 스페인 (8강전)
- 2002년 체육훈장 맹호장
- [[2002년 자황컵 체육대상 남자 최우수상
- 2002년 K리그 베스트 11
- 2002년 험멜코리아 - 스포츠투데이 선정 올해의 축구대상 골키퍼 부문상
- 2004년 K리그 베스트 11
- 2004년 제18회 올해의 프로축구 대상 올해의 선수
- 2005년 동아시아 축구 선수권 대회 최우수 골키퍼상
- AFC 아시안컵 베스트 팀 : 2007
- 2008년 K리그 베스트 11
- 2008년 K리그 MVP
- 2008년 윈저어워즈 한국축구대상 베스트 11 골키퍼 부문상
- 2009년 하나은행 FA컵 MVP

## 같이 보기
- A매치 100경기 이상 출전한 축구 선수 명단